# Paradoxo verde
O Paradoxo Verde (Das grüne Paradoxon, no original em alemão) é um conceito desenvolvido pelo economista alemão Hans-Werner Sinn em seu livro homônimo publicado em 2008. O conceito afirma que conforme as políticas ecológicas e legislações ambientais tornam-se mais rigorosas quanto à extração e consumo de combustíveis fósseis (como petróleo, carvão e gás natural), mais incentivo elas oferecem aos proprietários desses recursos naturais, que buscam aumentar a extração para aproveitar a totalidade dos combustíveis em tempo hábil antes de sua inutilização. Como consequência, essas práticas agravam a emissão de gases poluentes, agravando o efeito estufa e consequentemente o aquecimento global.
Acredita-se que as politicas legais que regulam as emissões de dióxido de carbono restringindo agentes empresariais e industriais à extração e uso de combustíveis fósseis reduzam impactos climáticos. No entanto, com base nas investigações de Hans-Werner Sinn, essas políticas desencadeiam um aquecimento global mais agravado com o tempo, devido ao fato de que as fontes alternativas de energias renováveis, como a energia solar e eólica, demandam maiores recursos técnicos e financeiros para serem usadas. Enquanto isso, a ausência de taxação sobre emissões de dióxido de carbono a partir de combustíveis fósseis pode tornar a situação atual mais séria. O imposto sobre carbono é uma politica que visa a redução e lenta eliminação do uso de combustíveis fósseis como principal fonte combustível industrial.

## Argumentação
A linha de raciocínio parte do fato, fundamental e inevitável, de que cada átomo de carbono (em forma de gás, petróleo ou carvão) extraído do solo e usado como combustível acaba na atmosfera, principalmente nos processos de combustão de alta eficiência, que garantem que nenhuma parte do combustível consumido resulte em fuligem. Aproximadamente 25% do carbono emitido para a atmosfera permanecerá no ar praticamente para sempre, agravando o efeito estufa e, consequentemente, o aquecimento global.
Além do aumento da cobertura vegetal, duas coisas podem reduzir o acúmulo de carbono na atmosfera: redução da extração de hidrocarbonetos ou a devolução do carbono atmosférico ao solo após sua combustão. Entretanto, os esforços das políticas ambientais, principalmente em países europeus, não focam nessas práticas, mas sim no incentivo a alternativas energéticas que sejam livres da emissão de dióxido de carbono e no uso mais eficiente da energia.
Os esforços da política ambiental, principalmente a europeia, concentram-se em fontes alternativas de energia sem dióxido de carbono, e no uso mais eficiente da energia. Portanto, segundo Sinn, eles lidam apenas com o lado da demanda do mercado de carbono e negligenciam a oferta. Apesar dos esforços consideráveis para reduzir a demanda, ainda não houve redução na quantidade de CO2 emitida em todo o mundo . Pelo contrário, as emissões de CO2 continuam a aumentar ininterruptamente.
Segundo Sinn, os motivo para isso é principalmente o fato de que a política ambiental atual, ao anunciar o endurecimento de suas práticas, exerce pressão baixista sobre os preços futuros mais do que exerce nos preços atuais, reduzindo assim a taxa de ganhos de capital nos estoques de combustíveis fósseis. Os proprietários desses recursos não se agradam com tal desenvolvimento e reagem aumentando os volumes de produção, buscando converter a receita da venda em investimentos no mercado de capitais que retorne maiores lucros.
Este é o "paradoxo verde": as políticas ambientais destinadas a "esverdear" ao longo do tempo atuam como expropriação declarada, o que provoca os proprietários de recursos a responder aumentando os níveis de extração de reservas de combustíveis fósseis,  e, portanto, contribui para acelerar as mudanças climáticas.

Sinn afirma:
[Estratégias para reduzir a demanda] apenas reduzem o preço global do carbono e incentivam os pecadores ambientais a consumir o que foi economizado pelos países que aderiram ao Protocolo de Kyoto . Pior ainda, se os fornecedores se sentirem ameaçados pelo "esverdeamento" gradual das políticas econômicas desses países, o que (essa ameaça) piorará seus preços futuros, eles extrairão suprimentos mais rapidamente, acelerando o aquecimento global.
O autor ainda concorda que o ponto de partida do "paradoxo verde" é a escassez de recursos no sentido de que seu preço será sempre maior do que a soma dos custos de extração e busca desse mesmo recurso. E essa condição persiste uma vez que as tecnologias oferecerão, no melhor cenário, a substituição da eletricidade, mas não da utilização de combustíveis fósseis. Hoje, o preço do carvão e do petróleo bruto no mercado mundial são muito superiores ao custos correspondentes e proporcionais de extração e exploração.

## Perspectivas de solução
Uma política climática eficaz deve se concentrar no lado da oferta até então ignorado do mercado de carbono, além do lado do consumo. Para fazer isso, Sinn propõe um imposto sobre a renda de ganhos de capital de investimentos financeiros em proprietários de combustíveis fósseis. Tal imposto tira o desejo de extrair recursos minerais. Outra solução é introduzir um sistema global de comércio de emissões integrado que limite efetivamente o consumo global de combustíveis fósseis e, assim, imponha a redução desejada na extração de carbono.

## Comentários e percepções do público
No geral, a obra de Sinn foi elogiada por jornais e periódicos alemães.
O trabalho de Hans-Werner Sinn atingiu a quarta posição na categoria Os melhores livros de negócios do ano de 2008 da Frankfurter Allgemeine Zeitung, um jornal alemão nacional sediado em Frankfurt. Segundo o periódico, o livro de Sinn é uma "análise clara dos problemas ambientais e da política ambiental".
A Die Tageszeitung, jornal sediado em Berlim, apontou que o tema discutido por Sinn é mais complexo do que o que o lobby da energia nuclear oferece. "Os políticos de energia verde devem agora combater isso." disse o jornal.
A Neue Zürcher Zeitung recomendou a obra a todos os cidadãos para ler. Ela permite "como poucas publicações para formar seu próprio julgamento independente" e, portanto, está na "melhor tradição do Iluminismo".
Enquanto Dirk Maxeiner na Deutschlandradio atesta que qualquer um que tenha lido o livro de Hans-Werner Sinn não é necessariamente mais rico em perspectiva, mas certamente carece de algumas ilusões, Johannes Kaiser critica que Sinn muitas vezes ama meias verdades e opera "propaganda populista". 
O Süddeutsche Zeitung escreve que Sinn usa palavras bem escolhidas para dissecar qualquer abordagem para resolver problemas climáticos. No entanto, suas sugestões são pouco praticáveis, não oferecem perspectiva para os atuais problemas energéticos. 
Wirtschaftswoche julgou a análise de Sinn da política ambiental excelente e atingiu o ponto nevrálgico do debate. Mas, na busca de alternativas, ele também esbarra em limites.
Deutschlandfunk criticou o livro pelo "paradoxo construído" e comentou a solução de Sinn para um acordo climático global com as palavras: "Com palavras dramáticas e argumentos errados, Hans-Werner Sinn chega à conclusão certa - apenas com um atraso de quase 20 anos".

## Ligações Externas
- Green Paradox at Hans-Werner Sinn's web site (em inglês)